# Lijst van trainers van Manchester United WFC
Deze lijst omvat de voetbalcoaches die de vrouwen van de Engelse club Manchester United hebben getraind van 2018 tot op heden.
| Seizoen | Trainer(s)   | Prijzen              | Bijzonderheden |
| ------- | ------------ | -------------------- | -------------- |
| 2024/25 | Marc Skinner |                      | 0              |
| 2023/24 | Marc Skinner | Women's FA Cup       | 0              |
| 2022/23 | Marc Skinner |                      | 0              |
| 2021/22 | Marc Skinner |                      | 0              |
| 2020/21 | Casey Stoney |                      | 0              |
| 2019/20 | Casey Stoney |                      | 0              |
| 2018/19 | Casey Stoney | Women's Championship | 0              |